# Chiesa di Santa Maria delle Grazie a Piazza Cavour
La chiesa di Santa Maria delle Grazie a Piazza Cavour è una chiesa monumentale di Napoli ubicata in piazza Cavour.

## Storia e descrizione

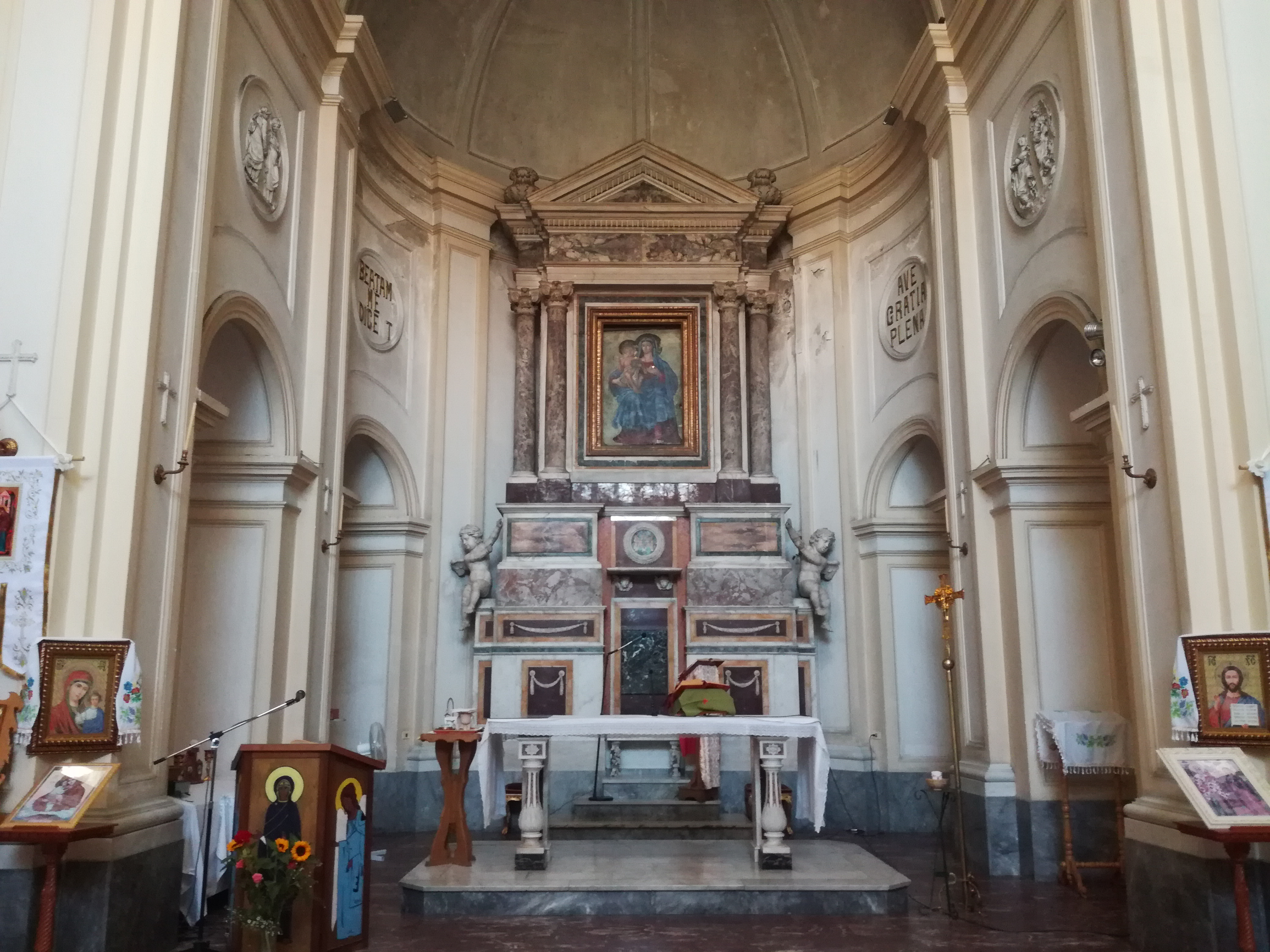
Altare maggiore

Il luogo di culto venne progettato dall'architetto Bartolomeo Grasso in stile neoclassico e consacrato nel 1819, grazie alle generose offerte elargite in occasione dei funerali di Bruno Amantea, illustre e assai popolare medico di allora, morto il 5 luglio di quell'anno.
Negli anni cinquanta del secolo successivo venne affiancato da due enormi edifici di speculazione, mentre fu restaurato e ampliato nel 1964, con l'aggiunta di una nuova abside e delle cappelle del Santissimo Sacramento e della Madonna di Pompei. 
Nell'interno sono conservate opere precedenti alla costruzione dell'edificio, come ad esempio un paio di angeli risalenti al Trecento provenienti da una tomba lavorata dalla bottega di Tino di Camaino e adoperati nella chiesa per reggere le acquasantiere.